# サトリアーノ・ディ・ルカーニア
サトリアーノ・ディ・ルカーニア（イタリア語: Satriano di Lucania）は、イタリア共和国バジリカータ州ポテンツァ県にある、人口約2,300人の基礎自治体（コムーネ）。

## 地理

### 位置・広がり

#### 隣接コムーネ
隣接するコムーネは以下の通り。
- ブリエンツァ
- サンタンジェロ・レ・フラッテ
- サッソ・ディ・カスタルダ
- サヴォイア・ディ・ルカーニア
- ティート

## 行政

### 分離集落
サトリアーノ・ディ・ルカーニアには、以下の分離集落（フラツィオーネ）がある。
- Contrada Canonica, contrada Pantanelle-Campo di Rato, contrada Isca, contrada Piano dei Prati, contrada Serra, contrada Vigna la Noce